# El Manzano (Navidad)
El Manzano es una pequeña localidad, ubicada en la comuna de Navidad, Provincia Cardenal Caro, Chile.
Se encuentra cercana a las localidades de Tumán, Polcura, Pupuya, Topocalma, Puertecillo y a la comuna de Litueche.
Cuenta con una escuela pública, dirigida por Diva Carreño. Además tiene un cementerio, almacenes y hermosos parájes, donde se encuentran viviendas de campesinos.
Las familias más comunes son: Silva, Maldonado, Carreño, Castro y Moya. 
En su época dorada llegaron a vivir más de 5 mil personas. Hoy, habitan no más de 13.[cita requerida]
Es una alternativa (la más viable) para acceder al camino que llega a la playa de Puertecillo.
- Datos: Q5822393